# Scaphoidella unihamatus
Scaphoidella unihamatus är en insektsart som beskrevs av Li och Kuoh 1993. Scaphoidella unihamatus ingår i släktet Scaphoidella och familjen dvärgstritar. Inga underarter finns listade i Catalogue of Life.